# Constantin-Alfred Charles
Constantin-Alfred Charles est un sculpteur français né à Boulogne-sur-Mer et mort en 1887.

## Biographie
Constantin-Alfred Charles est né à Boulogne-sur-Mer (Pas-de-Calais). Il est élève d'Auguste Dumont et de Jean-Marie Bonnassieux. Il débuta au Salon de 1865 et remporte en 1870, à l'École des Beaux-Arts, le prix de la tête d'expression et un premier accessit au concours de Rome pour Samson rompant ses liens. Il cesse d'exposer à partir de 1872. Il meurt en 1887.

## Œuvres
- La Pudeur mêlée à la crainte. Mention au concours de la tête d'expression, en 1865.
- Portrait de M. F. A..., type mexicain. Buste en plâtre. Salon de 1865 (n° 2903).
- Portrait de Mme B. G... Buste en plâtre. Salon de 1866 (n° 2681).
- La Foi religieuse. Mention au concours de la tête d'expression, en 1866.
- La Prière. Prix de la tête d'expression, en 1870. Salle Caylus, à l'École des Beaux-Arts.
- Samson brisant ses liens. Statue en plâtre. Premier accessit au concours de Rome, en 1870. Cette statue, acquise 1.500 francs par l'État le 4 décembre 1870, fut envoyée à Arras pour décorer l'hôtel de la préfecture, par arrêté ministériel du 16 mars 1885.